# 2009年タイの政情不安

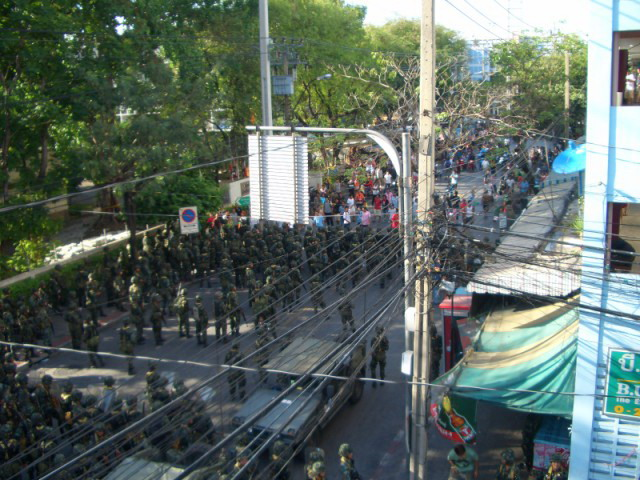
赤シャツ抗議者たちがバンコクのプラチャーソンクロ通り（Pracha Songkhro Rd）にて軍隊と向かい合う。2009年4月13日

2009年タイの政情不安 （2009ねんたいのせいじょうふあん）は、2009年にタイで起こった一連の政治的デモ活動とそれに伴う政情不安のことである。2009年3月26日から4月14日にかけてバンコクとパタヤでは、アピシット・ウェーチャチーワ政権への反発と、それに続く軍の鎮圧行動が発生した。バンコク中心部では10万人という最大の抗議デモが実施された。

## 背景
選挙違反をめぐる裁判で、タイの憲法裁判所がソムチャーイ・ウォンサワット首相の政治活動を5年間禁止した後の2008年12月17日、民主党党首のアピシット・ウェーチャチーワが新たな首相に任命された。2009年3月、タクシン・シナワットはビデオ放送を通じて、枢密院議長のプレーム・ティンスーラーノンが2006年の軍事クーデターの首謀者だったと主張し、彼と仲間の枢密院顧問官スラユット・チュラーノンとチャーンチャイ・リキットチッタが、アピシットが首相になるのを確実にするため軍と陰謀を企てたのだと述べた。
タクシンの告発には証拠が無く、アピシットはこの告発内容を否定したが、4月初旬に数千人のタクシン支持者達が、アピシットの首相辞任およびプレーム、スラユット、チャンチャイ3名の枢密院辞任を要求する抗議活動をバンコクで行った。タクシンはその後、嫌疑がかかるアピシット政権の貴族的影響に打ち勝つために「人民革命」を呼びかけた。赤シャツの反独裁民主戦線（UDD）が主導した抗議行動は、第4回東アジア首脳会議が開催されるパタヤに拡大。UDDとタイ名誉党の指導者であるネウィン・チットチョープと提携している青シャツの政府支持者の間で激しい衝突が起こった。 抗議者がホテルに侵入したことで、首脳会議は中止を余儀なくされ、アピシットは4月11日にパタヤとチョンブリー県の緊急事態を宣言した。 

## 時系列

### 4月8日

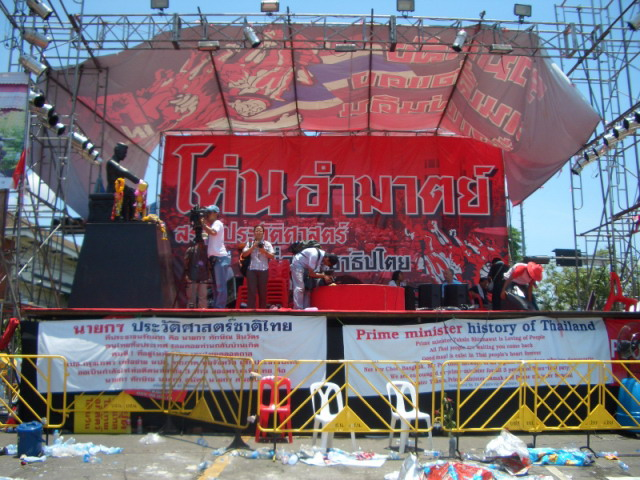
赤シャツ（タクシン支持者）の舞台

失職した前首相タクシン・チナワットの支持者たち10万人からなる抗議デモが始まり、夕方までには政府庁舎と近くのロイヤルプラザ（ラーマ5世騎馬像前の広場）にいた。
UDDの主導者であるウィーラ・ムシカポン、チャトゥポン・プロムパン、ナタワット・サイクアらは「4月8日:貴族政治の崩壊の日」を掲げて、アピシット・ウェーチャチーワの首相辞任およびプレーム、スラユット、チャンチャイ3名の枢密院辞任を24時間以内に行うよう要求し、さもなくば反政府抗議のレベルを上げることになるとの声明を出した。
午後4時45分、UDDの抗議者たちは枢密院議長プレーム・ティンスーラーノンの住居から、街で最大の交通量がある交通拠点の戦勝記念塔までデモ行進した。これに協力する約100名のタクシー運転手が、自分の車両で周辺道路を塞いだ。

### 4月11日
UDDの主導による抗議活動は、東アジア首脳会議の開催地であるパタヤに拡大展開した。UDDの支持者を率いるタクシー運転手が車両と共に結集して、夜明け前にパタヤに向かい、主要道路やパタヤへのゲートを塞いだ。抗議者たちが首脳会議の会場に向かっていったため、午後にUDD（赤シャツ）と政府支持者（濃い青シャツ）の間で激しい衝突が起こった。青シャツ側の報告では、赤シャツによって爆弾が投げ込まれたとしている。治安部隊が抗議者を足止めすることに失敗したため、抗議者は最終的に首脳会議の建物であるホテルに襲来した。
この抗議が原因で、東アジア首脳会議は中止を余儀なくされた。治安部隊は海軍の船とヘリコプターを使って、ホテルから退出する各国首脳陣を護衛した。このため、アピシット首相は4月11日にパタヤ地域とチョンブリー県の緊急事態を宣言した。同抗議活動は、最終的に午後に終了した。  

### 4月12日
東アジア首脳会議を中止させたとの容疑で赤シャツ抗議側の主導者アリスマン・ポンルアンロー ンが警察に拘留された後 、抗議者たちはバンコクに戻って多くの道路を封鎖し、バンコク下町の多くの地域で交通渋滞を引き起こした。
スポン・アッターウォンほか一部の抗議者たちが首相の命を狙おうと企てて、彼の事務総長であるニフォン・プロムパン（Niphon Promphan）とその運転手を負傷させた。

### 4月13日
完全武装したタイの兵士達は、バンコク中心部の戦勝記念塔付近から催涙ガスを使用し、自動火器での空砲射撃および実弾射撃を行って抗議者たちを蹴散らした、これにより少なくとも70人が怪我をした 。陸軍は後に、実弾射撃は空中に向けて行なっており、群衆には空砲射撃を行ったと主張した。ヒューマン・ライツ・ウォッチは、同陸軍が実弾を直接抗議者に向けて発砲したケースもあることを確認した。
また同日、UDDの公式な国際スポークスマンであるショーン・ブーンプラコン（Sean Boonpracong）は、アルジャジーラ英語局の電話インタビューに出演し、一部のUDD抗議者が路上抗議の際に拳銃を使ったことを認めつつも、銃器は軍の弾圧を防ぐ目的で使用したものだと主張した（つまり、デモ側も鎮圧側も銃器を使用していたことを認めた）。UDDは、軍の攻撃の間に撃たれた銃弾で1人の抗議者が負傷したと主張した。しかし、陸軍は後に、その傷はM-16（軍隊の標準ライフル）に起因したものではないと主張した。
また月曜日に、政府は衛星放送局のD Station（当時、この衝突を放送していたUDDの系列会社）の閉鎖を命じた。他にもUDDコミュニティのラジオ局がいくつか閉鎖され、UDDの支持者であるとの疑いで取り調べが行われた。タクシンと抗議主導者13人に対する逮捕状が発行されている間、バンコクの様々な場所で激しい衝突が続いた。

### 4月14日
2009年4月14日、抗議主導者の多くが警察に出頭し、暴動が終わった。軍隊が政府庁舎の近くなどデモ活動の主要な拠点を取り囲んでおり、デモ参加者たちは自分たちの活動を終えることに同意した。 政府は抗議者たちに向けて平和的措置を確約し、自宅のある県内へ彼らを戻すために無料輸送を実施した。 正午頃に、このデモ活動は「正式に」かつ平和的に終了した。

## 余波
政府の統計によると、この政情不安において120人以上が負傷し、その大半がUDDのデモ参加者だった。少なくともUDDの抗議者1人はディンデーン区 における軍の攻撃の間に銃撃の傷を負った、ただし陸軍は、この傷口は我々の標準銃器によるものではないと主張している。UDDは、少なくとも6人のデモ隊がこの政情不安で殺され、その死体は軍によって持ち去られたと主張するが、陸軍はその主張を強く否定した。2つのUDD抗議者の死体がチャオプラヤ川に浮かんで発見され、彼らの手は背後で縛られ身体がひどく殴られていたが、警察はまだこの殺人犯が政治的動機であるのか否かを結論付けていない。2009年9月11日、政府庁が任命した政情不安の調査を担当する委員会は、群衆の統制によって死亡は起こらなかったとする報告書で、一連の案件を完了した。
抗議者を批判するためにナーンローン・マーケット（ブリーラム県にある地名）の住民が現れた時、赤シャツ抗議者が1人を射殺して2人を負傷させた、とアピシット補佐のサティット・ウォンノンターイ（Satit Wongnontaey）は主張した。バンコク首都圏の管理局は、31の破損および燃やされたバスを含め、1000万バーツ（約3400万円）の財産損失を被ったと推定した。しかし、タイの観光産業連盟は、観光業界の被害が2000億バーツ（約6800億円）に達し、25万7000人の雇用が失われることになると推定した。